# Noć u muzeju (knjiga)
Noć u muzeju je knjiga za djecu, hrvatskog ilustratora i crtača stripova Milana Trenca.
Objavljena je na engleskom jeziku u nakladi izdavačke kuće "Barons Juvenile" 1993. godine. Prema knjizi, nastao je 2006. istoimeni američki film redatelja Shawna Levya, s Benom Stillerom, Robinom Williamsom, Hankom Azariom i Owen Wilsonom u glavnim ulogama. Knjigu je prilagodio filmu, novelist Leslie Goldman.